# Kaushik Ghatak
Kaushik Ghatak (Katwa, 12 agosto 1971) è un regista indiano.
Dopo essere stato assistente del famoso regista Anurag Basu, ha diretto numerosi serial televisivi per canali locali e nazionali. Il suo lavoro più importante in questo campo è Kyunki Saas Bhi Kabhi Bahu Thi, trasmesso su Star Plus, di cui ha diretto 120 episodi (dal 35° al 155°).
Esordisce in campo cinematografico con Ek Vivaah... Aisa Bhi, interpretato da Sonu Sood e Isha Koppikar. Nel 2014 esce il suo secondo lavoro: Samrat & Co.